# Sismo de Chingai em abril de 2010
O Sismo de Chingai em abril de 2010, que teve entre 6,9 (USGS) e 7,1 de magnitude({\displaystyle M_{\mathrm {w} }}) (Xinhua) ocorreu na área da Prefeitura Autónoma Tibetana de Yushu, província de Chingai em 14 de abril de 2010. De acordo com a agência de notícias Xinhua, houve cerca de 617 mortes e 10 000 feridos. O epicentro teve lugar perto da localidade de Gyêgu em terras escarpadas e remotas fronteiras ao Tibete.
O condado fica a 240 km a noroeste da cidade tibetana de Chamdo, em zona pouco povoada na meseta tibetana, que é regularmente afetada por sismos.
Devido ao acidentado do terreno e ao facto de os deslizamentos de terra terem destruído a infraestrutura, as operações iniciais de resgate foram feitas pela polícia militar e soldados do Exército de Libertação Popular que estavam na região tibetana. O governo de Chingai disse em comunicado que cinco mil tendas de campanha e 100 000 abrigos  e mantas pesadas seriam enviados para ajudar os sobreviventes a fazer frente aos fortes ventos e temperaturas próximas de 6 °C.

## Causas
Chingai fica no nordeste do planalto tibetano, por sua vez formado devido ao movimento da placa euroasiática contra a placa indiana. Este movimento, ao longo dos anos, formou uma deformação na crosta.[carece de fontes?]